# Saint-Gal
 Saint-Gal  es una población y comuna francesa, situada en la región de Languedoc-Rosellón, departamento de Lozère, en el distrito de Mende y cantón de Saint-Amans.

## Demografía
| 114 | 76 | 56 | 55 | 51 | 56 |
| Para los censos de 1962 a 1999 la población legal corresponde a la población sin duplicidades (Fuente: INSEE [Consultar]) |    |    |    |    |    |